# Мёккель, Пауль Отто
Пауль Отто Мёккель (нем. Paul Otto Möckel; 14 апреля 1890, Страсбург — 20 апреля 1926, Цюрих) — немецкий пианист.
Учился в Страсбурге у Мари Жозефа Эрба, затем окончил Кёльнскую консерваторию, ученик Карла Фридберга. В 1912 г. вместе со своим наставником выступил в Вене, исполнив как солист два фортепианных концерта Иоганнеса Брамса (Фридберг дирижировал). С 1912 г. преподавал в Цюрихской консерватории, где среди его учеников был Райнхольд Лаке; с 1922 г. в Штутгартской высшей школе музыки.
В большей степени был известен как пропагандист новейшей музыки — в частности, творчества Сирила Скотта, посвятившего Мёккелю свой Торжественный прелюд (фр. Prélude solennelle; 1913). Был женат на скрипачке Катарине Бош-Мёккель (1888—1975), выступал с ней дуэтом. Супруги участвовали в Днях музыки в Донауэшингене с их основания в 1921 году, исполнив, среди прочего, германскую премьеру сонаты op. 68 Флорана Шмита (1922). Игру дуэта высоко оценил Отто Вайнрайх, писавший: «Такая степень единообразия во взаимодействии, взаимопонимания и отзывчивости одного на намерения другого не может быть только результатом неустанной практики и простой рутины; действуют более глубокие силы, взаимная душевная чуткость, которая возникает лишь у людей, которые внутренне очень тесно связаны и являются равными художниками».